# Montverde
Montverde – miasto w Stanach Zjednoczonych, w stanie Floryda, w hrabstwie Lake.